# X TOSHIのオールナイトニッポン
『X TOSHIのオールナイトニッポン』（えっくす としのオールナイトニッポン）は、ニッポン放送の深夜放送『オールナイトニッポン』でTOSHI（X）がパーソナリティを担当したラジオ番組である。

## 放送時間
- 水曜1部 1992年4月1日 - 1992年8月26日 25:00 - 27:00 （木曜未明1:00 - 3:00）[2]
- 月曜Premium 2018年1月 - 3月

## 概要
1991年6月13日、初パーソナリティとなる『Xのオールナイトニッポン』を放送。実際にはメンバー5人全員ではなく、TOSHI、HIDE、PATAの3人のみ出演。	
1991年12月12日、TOSHI単独の特番『X TOSHIのオールナイトニッポン』を放送。	
1992年3月16日、『オールナイトニッポンライブスペシャル　X TOSHIのオールナイトニッポン　アコースティックライブ』が放送され、THE ALFEEの坂崎幸之助、TUBEの前田亘輝がスペシャルゲストとして出演。①TUBEでもALFEEでもXでもない、②税金を取っていないという意味をかけ「NO TAX」という即席ユニット名で演奏を行っている。	
1992年4月1日からレギュラー放送開始。TOSHIのニッポン放送でのレギュラーパーソナリティ番組は『TOSHIのXハラスメント』（1990年7月〜1991年2月）以来1年1か月ぶりである。
「X」から「X JAPAN」の改名に伴う海外進出のスケジュールの都合もあり、1992年8月26日をもってレギュラー放送は終了した。
TOSHIがX JAPANから脱退・解散後の1998年3月20日に『オールナイトニッポンDX』で特番を放送している。

## 主なコーナー
一曲入魂アコギなヤツ
- TOSHIのアコースティック・ギター企画。このコーナーから「出嘉木族」（TOSHIと嘉門達夫、TM NETWORK・木根尚登。TOSHIの本名、出山と嘉門、木根の3人の頭文字をとった名前）というユニットが生まれた。1992年6月には当時ニッポン放送で一番大きかったスタジオ「銀河スタジオ」で『アコギなヤツスペシャル』として公開生放送が行われた[1]。

アコギだョ!全員集合
- 選ばれたリスナーに電話越しにアコースティック・ギターで弾き語りをやってもらうというコーナー。CUTTも「低姿勢前田」の名前でこのコーナーに出演していた[1]。このコーナーのオープニングテーマ曲はザ・ドリフターズの『チョットだけョ!全員集合』（『8時だョ!全員集合』オープニングテーマ）[1]。

草木も眠る利三刻
- 「街中がひっそりと静まりかえった時間」である丑三つ時の午前2時台に放送。怖そうだけど面白いというネタを募集してリスナーを「ユニークな恐怖の世界」に案内するという趣旨のコーナー。下ネタも多かった[1]。TOSHIの本名「利三」と丑三つ時とをかけたコーナー名。

石のお告げ
- 願いをかなえてくれるという「魔法の石」について、リスナーからの報告やそれにまつわる話などを紹介[1]。

鉄板でSHOW!
- 真面目も不真面目も含めて「100%間違いない（鉄板）」とするネタを募集。1992年7月からスタート[1]。

## エピソード
- ある日、水産大学生のリスナーからシーモンキーが贈られて来たことで、その時から本番組はずっとシーモンキーを横にしながらの放送をしていた。なお、スタジオを他の番組が使用している時もこのシーモンキーがそのままスタジオ内に置かれていたこともあったということで、その時は「注意　TOSHIのANNシーモンキー飼育中！持ち出し禁止」という注意書きが置かれていた[1]。
- 1991年6月13日の放送内コーナー「Xがロサンゼルスに行っている間に日本で発売された曲のイントロ当てクイズ」の優勝賞品として、同年に発売された日本初のヘアヌード写真集である樋口可南子の「Water Fruit 不測の事態」が用意された。優勝したのはTOSHIだったが、樋口可南子の大ファンだったHIDEが賞品の写真集を半ば強引にTOSHIから奪取。CM明けでコーナーが変わった後もしばらく眺め続けていた。
- 1992年7月1日の放送では、酩酊状態のYOSHIKIとHIDEが乱入し、スタジオ内で火を吹くなどの騒ぎを起こした[3]。